# وايكلف جين
وايكلف جين (بالفرنسية: Wyclef Jean)‏ واسمه الحقيقي وايكلف جينل جين هو مطرب راب وريغي ومنتج موسيقي هايتي مقيم في الولايات المتحدة الأمريكية مولود في كروا دي بوكي سنة 1969.
كان عضوا في المجموعة الموسيقية ذا فوجيز التي حققت نجاحا كبيرا في تسعينيات القرن الماضي قبل أن ينفصل عنها ليحقق مسيرة منفردة ناجحة أيضا ومبيعات فاقت 31 مليون ألبوم.

## روابط خارجية
- وايكلف جين على موقع IMDb (الإنجليزية)
- وايكلف جين على موقع الموسوعة البريطانية (الإنجليزية)
- وايكلف جين على موقع روتن توميتوز (الإنجليزية)
- وايكلف جين على موقع ألو سيني (الفرنسية)
- وايكلف جين على موقع ميوزك برينز (الإنجليزية)
- وايكلف جين على موقع رولينغ ستون (الإنجليزية)
- وايكلف جين على موقع إن إن دي بي (الإنجليزية)
- وايكلف جين على موقع أول ميوزيك (الإنجليزية)
- وايكلف جين على موقع ديسكوغز (الإنجليزية)
- وايكلف جين على موقع قاعدة بيانات الفيلم (الإنجليزية)